# Ogasawarana habei
Ogasawarana habei é uma espécie de gastrópode  da família Helicinidae.
É endémica de Japão.